# Guillaume Mollat
Guillaume Marie Charles Henri Mollat (Nantes, 1º febbraio 1877 – Brando, 4 maggio 1968) è stato un presbitero e storico francese della Chiesa.

## Biografia
Guillaume Mollat nacque nel 1877 a Nantes, dove suo padre era un notaio e suo nonno era il direttore di un giornale.
Studiò all'Externat des Enfants di Nantes, per poi entrare nel Seminario di Saint-Sulpice di Parigi nel 1896, prima di completare gli studi teologici al Seminario francese di Roma. Durante questo periodo lavorò alle Lettres communes de Jean XXII. Per continuare la sua formazione, frequentò l'École pratique des hautes études e la Scuola vaticana di paleografia diplomatica e archivistica.
Dottore in filosofia e lettere scolastiche, fu ordinato sacerdote nel 1900 e divenne cappellano della Chiesa di San Luigi dei Francesi a Roma, poi della basilica di Montmartre a Parigi, prima di essere nominato vicario di Nostra Signora della Misericordia di Passy.
Il 19 agosto 1919 Guillaume Mollat fu nominato professore di storia della Chiesa presso la Facoltà di teologia cattolica dell'Università di Strasburgo. Ha ricoperto la cattedra fino al 1945, seguita da una cattedra onoraria nello stesso posto.
Il suo lavoro come storico della Chiesa ha riguardato quasi esclusivamente il papato avignonese. Per la sua opera La question romaine de Pie VI à Pie XI meritò il Prix de l'Académie française nel 1933.
Nel 1936 fu nominato Cavaliere della Legion d'onore. Fu eletto membro libero dell'Académie des inscriptions et belles-lettres nel 1954. Fu nominato prelato da papa Pio XII.
Morì a Brando nel 1968.

## Opere
- Mesures fiscales exercées en Bretagne par les papes d'Avignon à l'époque du Grand schisme d'Occident, 1903.
- (LA) Jean XXII (1316-1334). Lettres communes, vol. 1, Paris, A. Fontemoing, 1904.
- Introduction à l'étude du droit canonique et du droit civile, 1930.
- La question romaine de Pie VI à Pie XI, Paris, 1932.
- Lettres secrètes et curiales du pape Gregorius XI 1370-1378 relatives à la France, 1935.
- Benoit XII (1334-1342): Lettres closes et patentes intéressant los pays autres que la France, publiées ou analysées d'après les registres du Vatican, volume 1, 1950.
- Le roi de France et la collation plénière (pleno jure) des bénéfices ecclésiastiques étude suivie d'un appendice sur les formulaires de la Chancellerie Royale, 1951.
- Les Papes d'Avignon (1305-1378), 1966.
- La fiscalité pontificale en France au XIVe siècle (Période d'Avignon et grand schisme d'Occident), Albert Fontemoing éditeur, Parigi, 1905.